# フランス語の疑問文
フランス語の疑問文（フランスごのぎもんぶん）では、現代標準フランス語における疑問文について記述する。フランス語は多様な疑問文の形式があり、それぞれ文体やニュアンスに違いがある。
なお、フランス語では疑問文の文末に疑問符 (Point d'interrogation) を書くが、他のラテン文字使用言語と異なり、疑問符の前に空白を置く。

## 疑問文

### 接語倒置
主に文語で使われる。主語が接語の人称代名詞である時、定動詞（助動詞、無ければ動詞）の後に主語を置いてトレデュニオン（ハイフン）でつなぐ。疑問詞がある場合は文頭に置く。強勢は主語に置くが、一人称単数の je に限り、強勢を動詞末尾に置く。疑問詞が無い場合は尻上がりの発音になる。
- Vous parlez français. /vu.paʁ.le.fʁɑ̃.sɛ/ (あなたはフランス語を話します。)
→ Parlez-vous français ? /paʁ.le.vu.fʁɑ̃.sɛ/ (あなたはフランス語を話しますか。)

- Vous avez acheté un sac hier. /vu.za.ve.(z)aʃ.te.œ̃.sak.jɛʁ/ (あなたは昨日カバンを買いました。)
→ Quand avez-vous acheté un sac ? /kɑ̃.a.ve.vu.aʃ.te.œ̃.sak/ (あなたはいつカバンを買いましたか。)

- Tu les as vus. /ty.le.za.vy/ (君は彼らを見ました。)
→ Les as-tu vus ? /le.za.ty.vy/ (君は彼らを見ましたか。)

動詞と三人称代名詞との間には /t/ を挟む。書く時は、動詞が t または d で終われば間に何も書かず、そうでないときは -t- を書く。元々はリエゾンだが、現在は全ての動詞で義務的である。
- Ils sont étudiants. /il.sɔ̃.(t)e.ty.djɑ̃/ (彼らは学生です。)
→ Sont-ils étudiants ? /sɔ̃.til.e.ty.djɑ̃/ (彼らは学生ですか。)

- Elle a un vélo. /ɛ.la.œ̃.ve.lo/ (彼女は自転車を持っています。)
→ A-t-elle un vélo ? /a.tɛl.œ̃.ve.lo/ (彼女は自転車を持っていますか。)

- Il habite à Paris maintenant. /i.la.bi.ta.pa.ʁi.mɛ̃t.nɑ̃/ (彼は今パリに住んでいます。)
→ Où habite-t-il maintenant ? /u.a.bit.til.mɛ̃t.nɑ̃/ (彼は今どこに住んでいますか。)

一人称単数 je の接語倒置は文語のみであり、それも稀である。
- Je sais quelque chose. /ʒə.sɛ.kɛl.kə.ʃoz/ (私は何かを知っている。)
→ Que sais-je ? /kə.sɛʒ/ (私は何を知っているのか。)

### 複合倒置
文語で使われる。主語が名詞句である時、定動詞の後に /t/ と主語に対応する三人称代名詞とを置いて接語倒置のようにする。疑問詞がある場合は文頭に置く。疑問詞が無い場合は尻上がりの発音になる。que, quoi は使われない。
- Marie aime Jean. /ma.ʁi.ɛm.ʒɑ̃/ (マリーはジャンを愛しています。)
→ Marie aime-t-elle Jean ? /ma.ʁi.ɛm.tɛl.ʒɑ̃/ (マリーはジャンを愛していますか。)

- Le train est parti à six heure. /lə.tʁɛ̃.ɛ.paʁ.ti.a.si.zœʁ/ (列車は六時に出ました。)
→ Quand le train est-il parti ? /kɑ̃.lə.tʁɛ̃.ɛ.til.paʁ.ti/ (列車はいつ出ましたか。)

### 文体的倒置
文語、口語で使われる。語順は、疑問詞、助動詞（あれば）、動詞、主語になる。主語が名詞句であり、疑問詞があり、動詞の後に目的語が無く、動詞と疑問詞の意味的結びつきが強い時に使える。特に、疑問詞が属詞（コピュラ être の補語）なら必ず文体的倒置を使い、複合倒置は使わない。
- Ton père est dans le jardin. /tɔ̃.pɛ.ʁɛ.dɑ̃l.ʒaʁ.dɛ̃/ (君のお父さんは庭にいます。)
→ Où est ton père ? /u.ɛ.tɔ̃.pɛʁ/ (君のお父さんはどこにいますか。)
* Où ton père est-il ? (不可)

### Est-ce que
文語、口語で使われる。語順を変えず、文頭に est-ce que を置く。疑問詞がある場合は文頭に疑問詞を置き、次に est-ce que を置く。母音または無音の h で始まる語が続くときはエリジオンで est-ce qu' になる。
元々は c'est que の倒置であるが、現在は疑問を表す複合語である。
- Il chante bien. /il.ʃɑ̃t.bjɛ̃/ (彼は上手に歌います。)
→ Est-ce qu'il chante bien ? /ɛs.kil.ʃɑ̃t.bjɛ̃/ (彼は上手に歌いますか。)

- Marie a acheté un sac hier. /ma.ʁi.a.aʃ.te.œ̃.sak.jɛʁ/ (マリーは昨日カバンを買いました。)
→ Quand est-ce que Marie a acheté un sac ? /kɑ̃.tɛs.kə.ma.ʁi.a.aʃ.te.œ̃.sak/ (マリーはいつカバンを買いましたか。)

疑問詞が主語の時は、est-ce qui を用いる。
- Il a mangé la pomme. /i.la.mɑ̃.ʒe.la.pɔm/ (彼がそのリンゴを食べました。)
→ Qui est-ce qui a mangé la pomme ? /ki.ɛs.ki.a.mɑ̃.ʒe.la.pɔm/ (誰がそのリンゴを食べましたか。)

強調の c'est que の接語倒置も est-ce que になるが、複合語の est-ce que とはイントネーションで区別され、回答も異なる。
- Est-ce que Zoé est venue ? /ɛs.kə.zo.e.ɛv.ny/ (それはゾエが来たということですか。 - c'est que の倒置、est-ce que は下降調)
- Oui, c'est qu'elle est venue. /wi.sɛ.kɛ.lɛv.ny/ (はい、彼女が来たということです。)
- Est-ce que Zoé est venue ? /ɛs.kə.zo.e.ɛv.ny/ (ゾエは来ましたか。 - 複合語の est-ce que、平板調)
- Oui, elle est venue. /wi.ɛ.lɛv.ny/ (はい、彼女は来ました。)

### 疑問詞前置
倒置をせず、疑問詞を単に文頭に置く。「何を」を意味する qu'est-ce que は元々 que + est-ce que であるが、現在は前置でのみ使われる複合語と見なされる。母音または無音の h で始まる語の前ではエリジオンで qu'est-ce qu' になる。主語の「何が」を表すのは qu'est-ce qui である。
疑問詞前置は口語で最も一般的に使われる疑問文の形式である。疑問詞 qui (主語の時), qu'est-ce que, qu'est-ce qui は文語、口語どちらでも前置で使われるが、他の疑問詞を前置で使うのは口語のみである。quand （いつ）は前置だと「～する時/した時」の意味と紛らわしいので、quand est-ce que のほうが好まれる。
- Il est allé en France. /i.lɛ.(t)a.le.ɑ̃.fʁɑ̃s/ (彼はフランスに行きました。)
→ Où il est allé ? /u.i.lɛ.ta.le/ (彼はどこに行きましたか。)

- Thomas a dit quelque chose. /to.ma.a.di.kɛl.kə.ʃoz/ (トマは何かを言いました。)
→ Qu'est-ce que Thomas a dit ? /kɛs.kə.to.ma.a.di/ (トマは何を言いましたか。)

### in situ
in situ （イン・サイチュー、「その場」）では、語順を変えず、疑問詞を元の位置（一般に文末）に置く。疑問詞があっても無くても尻上がりの発音になる。口語でのみ使われる。「何」を表すのは que ではなく quoi である。疑問詞が無いものは、口語で最も一般的な形式である。疑問詞があるものは、上述の疑問文の形式と異なり、文脈に強く依存する。pourquoi は使われない。
- Elle est japonaise. /ɛ.lɛ.ʒa.pɔ.nɛz/ (彼女は日本人です。)
→ Elle est japonaise ? /ɛ.lɛ.ʒa.pɔ.nɛz/ (彼女は日本人ですか。)

- Thomas a dit quelque chose. /to.ma.a.di.kɛl.kə.ʃoz/ (トマは何かを言いました。)
→ Thomas a dit quoi ? /to.ma.a.di.kwa/ (トマは何を言いましたか。 - in situ)
トマが何かを言ったと知っている時にのみ使う。
→ Qu'est-ce que Thomas a dit ? /kɛs.kə.to.ma.a.di/ (トマは何を言いましたか。 - 疑問詞前置)
トマが何も言っていないかもしれない時にも使える。

### 強調構文
強調構文 c'est ... que の強調される部分に疑問詞を置く。pourquoi は使われない。さらに疑問詞を前置しても良い。ただし quoi は前置できない。
- Elle a acheté un sac hier. /ɛ.la.aʃ.te.œ̃.sak.jɛʁ/ (彼女は昨日カバンを買いました。)
→ C'est hier qu'elle a acheté un sac. /sɛ.tjɛʁ.kɛ.la.aʃ.te.œ̃.sak/ (彼女がカバンを買ったのは昨日です。)
→ C'est quand qu'elle a acheté un sac ? /sɛ.kɑ̃.kɛ.la.aʃ.te.œ̃.sak/ (彼女がカバンを買ったのはいつですか。)
→ Quand c'est qu'elle a acheté un sac ? /kɑ̃.sɛ.kɛ.la.aʃ.te.œ̃.sak/ (〃)

### -ti/-tu
疑問を表す /ti/ または /ty/ を動詞の後に置く。口語でのみ使われる。フランスを含むヨーロッパではほぼ廃れ、ケベック州でのみ /ty/ がしばしば使われる。複合倒置の -t-il の末尾 /l/ が脱落したものに由来する。
/ti/ は -ti, -ty, -t-i, -t-y と書かれ、また t または d の後では -i, -y と書かれる。/ty/ は -tu と書かれる。
- Le soleil brille. /lə.sɔ.lɛj.bʁij/ (太陽が照っています。)
→ Le soleil brille-ti ? /lə.sɔ.lɛj.bʁij.ti/ (太陽が照っていますか。)
→ Le soleil brille-t-il ? /lə.sɔ.lɛj.bʁij.til/ (〃)

- C'est bon. /sɛ.bɔ̃/ (それは良いです。)
→ C'est-y bon ? /sɛ.ti.bɔ̃/ (それは良いですか。)

### 付加疑問文
主に口語で使われる。疑問詞が無い場合、通常の文の後に n'est-ce pas ? を加えると疑問文になる。英語と異なり、一種類しかない。
- Sophie a vu le film. /sɔ.fi.a.vyl.film/ (ソフィーはその映画を見ました。)
→ Sophie a vu le film, n'est-ce pas ? /sɔ.fi.a.vyl.film.nɛs.pa/ (ソフィーはその映画を見ましたよね。)

### 間接疑問文
聞き手に質問するのではなく、疑問文を別の文に埋め込んだものを間接疑問文と呼ぶ。文語、口語で使われる。間接疑問文の構造は基本的に疑問詞前置と同じだが、以下の点が異なる。
- 一般疑問文では si を用いる。
- qu'est-ce que, qu'est-ce qui の代わりにそれぞれ ce que, ce qui を用いる。
- 元の疑問文が文体的倒置なら、間接疑問文でも文体的倒置を使える。特に、動詞が être, avoir, aller なら文体的倒置が必須である。

口語では est-ce que, est-ce qui, qu'est-ce que, qu'est-ce qui を用いることもあるが、一般的ではない。
- Elle est étudiante ? /ɛ.lɛ.(t)e.ty.djɑ̃t/ (彼女は学生ですか。)
→ Je ne sais pas si elle est étudiante. /ʒən.sɛ.pa.si.ɛ.lɛ.(t)e.ty.djɑ̃t/ (彼女が学生か、私は知りません。)
→ Je ne sais pas est-ce qu'elle est étudiante. /ʒən.sɛ.pa.ɛs.kɛ.lɛ.e.ty.djɑ̃t/ (〃)

- Où habite Vincent ? /u.a.bit.vɛ̃.sɑ̃/ (ヴァンサンはどこに住んでいますか。)
→ Je ne sais pas où Vincent habite. /ʒən.sɛ.pa.u.vɛ̃.sɑ̃.a.bit/ (ヴァンサンがどこに住んでいるか、私は知りません。)
→ Je ne sais pas où habite Vincent. /ʒən.sɛ.pa.u.a.bit.vɛ̃.sɑ̃/ (〃)
→ Je ne sais pas où est-ce que Vincent habite. /ʒən.sɛ.pa.u.ɛsk.vɛ̃.sɑ̃.a.bit/ (〃)

- Qu'est-ce que vous lisez ? /kɛs.kə.vu.li.ze/ (あなたは何を読んでいますか。)
→ Je ne sais pas ce que vous lisez. /ʒən.sɛ.pa.skə.vu.li.ze/ (あなたが何を読んでいるか、私は知りません。)
→ Je ne sais pas qu'est-ce que vous lisez. /ʒən.sɛ.pa.kɛs.kə.vu.li.ze/ (〃)

## 疑問詞
フランス語の主な疑問詞には以下のものがある。
- combien /kɔ̃.bjɛ̃/: どのくらい
- le quantième : 何番目の
- comment /kɔ.mɑ̃/: どう
- lequel /lə.kɛl/: どれ (男性単数)
  - laquelle /la.kɛl/: どれ (女性単数)
  - lesquels /le.kɛl/: どれ (男性複数)
  - lesquelles /le.kɛl/: どれ (女性複数)
- où /u/: どこ
- pourquoi /puʁ.kwa/: なぜ
- quand /kɑ̃/: いつ
- que /kə/: 何 (倒置・単独)
  - ce que /skə/: 何 (間接疑問文・単独・非主語)
  - ce qui /ski/: 何 (間接疑問文・単独・主語)
  - qu'est-ce que /kɛsk/: 何 (前置・単独・非主語)
  - qu'est-ce qui /kɛs.ki/: 何 (前置・単独・主語)
  - quoi /kwa/: 何 (その他、前置詞の後)
- quel /kɛl/: どんな (男性単数)
  - quelle /kɛl/: どんな (女性単数)
  - quels /kɛl(z)/: どんな (男性複数)
  - quelles /kɛl(z)/: どんな (女性複数)
- qui /ki/: 誰

「何」を表す疑問詞は、疑問文の形式により使い分ける。
「どんな」を表す疑問詞は、後続の名詞にしたがって quel, quelle, quels, quelles を書き分けるが、複数形でリエゾンがある時以外は同じ発音である。
lequel は、定冠詞と quel からなる複合語なので、前置詞 à と de の後では義務的な縮約が起きる。
|      |      | 単独                | à +                   | de +                    |
| ---- | ---- | ------------------- | --------------------- | ----------------------- |
| 単数 | 男性 | lequel /lə.kɛl/     | auquel /o.kɛl/        | duquel /dy.kɛl/         |
| 単数 | 女性 | laquelle /la.kɛl/   | à laquelle /a.la.kɛl/ | de laquelle /də.la.kɛl/ |
| 複数 | 男性 | lesquels /le.kɛl/   | auxquels /o.kɛl/      | desquels /de.kɛl/       |
| 複数 | 女性 | lesquelles /le.kɛl/ | auxquelles /o.kɛl/    | desquelles /de.kɛl/     |

疑問詞を文頭に移動する時、疑問詞が句に含まれているなら、句全体を移動する。英語のように前置詞を文末に残すことはできない。ただし疑問詞に続く de で始まる句は切り離して良い。
- Ils ont deux enfants. /il.zɔ̃.dø.zɑ̃.fɑ̃/ (彼らには二人の子がいます。)
→ Combien d'enfants ont-ils ? /kɔ̃.bjɛ̃.dɑ̃.fɑ̃.ɔ̃.til/ (彼らには何人の子がいますか。)
→ Combien ont-ils d'enfants ? /kɔ̃.bjɛ̃.ɔ̃.til.dɑ̃.fɑ̃/ (〃)
- Elle vient de France. /ɛl.vjɛ̃.də.fʁɑ̃s/ (彼女はフランスから来ました。)
→ D'où vient-elle ? /du.vjɛ̃.tɛl/ (彼女はどこから来ましたか。)
- Le train est parti à six heure. /lə.tʁɛ̃.ɛ.paʁ.ti.a.si.zœʁ/ (列車は六時に出ました。)
→ À quelle heure le train est-il parti ? /a.kɛ.lœʁ.lə.tʁɛ̃.ɛ.til.paʁ.ti/ (列車は何時に出ましたか。)

## 返答
一般疑問文の返答に用いる語には、oui, non, si がある。肯定疑問文の返答には、肯定 oui と否定 non を用いる。否定疑問文の返答には、肯定（否定の否定） si と否定 non を用いる。これらの語の選択は、英語、ドイツ語などと同様に、返答が肯定文か否定文かで決まり、日本語のように質問者への同意を表すのではない。
- Vous parlez anglais ? /vu.paʁ.le.ɑ̃.glɛ/ (あなたは英語を話しますか。)
- Oui, je le parle. /wi.ʒəl.paʁl/ (はい、私はそれを話します。 - 「話す」の肯定)
- Non, je ne le parle pas. /nɔ̃.ʒən.lə.paʁ.lə.pa/ (いいえ、私はそれを話しません。 - 「話す」の否定)
- Vous ne parlez pas anglais ? /vun.paʁ.le.pa.ɑ̃.glɛ/ (あなたは英語を話さないのですか。)
- Si, je le parle. /si.ʒəl.paʁl/ (いいえ、私はそれを話します。 - 「話す」の肯定)
- Non, je ne le parle pas. /nɔ̃.ʒən.lə.paʁ.lə.pa/ (はい、私はそれを話しません。 - 「話す」の否定)

疑問詞疑問文では、疑問詞に対する返答部分が焦点になる。焦点は強勢を持たねばならないが、通常のフランス語の人称代名詞は接語であり強勢を持てないので、必ず c'est + 強勢形を使う。主語の名詞句も強勢を持てず、主題と見なされやすいので、同様に c'est を使う。
- Qui est-ce que vous aimez ? /ki.ɛsk.vu.zɛ.me/ (あなたは誰を愛していますか。)
- C'est elle. /sɛ.tɛl/ (それは彼女です。)
- C'est elle que j'aime. /sɛ.tɛl.kə.ʒɛm/ (私が愛しているのは彼女です。)
- *Je l'aime. /ʒə.lɛm/ (私は彼女を愛しています。 - 不可)
- Qui vous aime ? /ki.vu.zɛm/ (誰があなたを愛していますか。)
- C'est Jeanne. /sɛ.ʒan/ (それはジャンヌです。)
- C'est Jeanne qui m'aime. /sɛ.ʒan.ki.mɛm/ (私を愛しているのはジャンヌです。)
- *Jeanne m'aime. /ʒan.mɛm/ (ジャンヌは私を愛しています。 - 不可)

主語以外の名詞句および副詞句は焦点になれるので、c'est を使わなくて良い。ただし文頭の副詞句は主題と見なされるので、それを焦点にすることはできない。
- Qui est-ce que vous aimez ? /ki.ɛsk.vu.zɛ.me/ (あなたは誰を愛していますか。)
- J'aime Jeanne. /ʒɛm.ʒan/ (私はジャンヌを愛しています。)
- C'est Jeanne que j'aime. /sɛ.ʒan.kə.ʒɛm/ (私が愛しているのはジャンヌです。)
- Quand est-ce que vous avez vu le film ? /kɑ̃.tɛs.kə.vu.za.ve.vyl.film/ (あなたはその映画をいつ見ましたか。)
- Je l'ai vu hier soir. /ʒə.le.vy.jɛʁ.swaʁ/ (私はそれを昨夜見ました。)
- *Hier soir, je l'ai vu. /jɛʁ.swaʁ.ʒə.le.vy/ (昨夜は、私はそれを見ました。 - 不可)